# ولاتکو گروزدانوسکی
ولاتکو گروزدانوسکی (به مقدونی:Влатко Грозданоски) (زاده ۳۰ ژانویه ۱۹۸۳ - اسکوپیه) بازیکن فوتبال اهل مقدونیه است.
وی سابقه بازی در تیم‌های کمنتارینکا ۵۵، واردار، اومانیا، وویوودینا، لیماسول، داماش لرستان، رابوتنیچکی، واردار، لیائونینگ ووین و پرسپولیس را دارد.
۵۰ بازی و ۴ گل ملی در کارنامه این بازیکن دیده می‌شود.